# Belgische Badminton-Mannschaftsmeisterschaft 2003/04
Sieger der Belgischen Badminton-Mannschaftsmeisterschaft 2003/04 wurde das Team von Dropshot 1.

## Endstand
| Platz | Team           |
| ----- | -------------- |
| 1.    | BC Dropshot    |
| 2.    | DZ99           |
| 3.    | BC Saive       |
| 4.    | BC Webacsa     |
| 5.    | W&L            |
| 6.    | Olve BC        |
| 7.    | Lebad Kortrijk |
| 8.    | CSB d’Ixelles  |